# Ignasi Palmerola
Ignasi Palmerola   (Barcelona, c. 1808 - Roma, 20 de març de 1863) fou un pintor i escultor català, pensionat per estudis durant un temps a Itàlia, que al llarg de la seva vida presentà les seves obres a diverses exposicions de belles arts públiques, premiat ocasionalment.
Nascut a Barcelona. Estudià primer a l'Escola de la Llotja, essent alumne de dibuix de Damià Campeny. El 1826 presentà a l'Exposició de Belles Arts de Barcelona, tres escultures de guix anomenades Jesús portant la creu, Moisès i Un peu colossal, que van valer-li una medalla d'argent. Després, segons Manuel Ossorio, marxà a Madrid i continuà la formació a l'Acadèmia de Belles Arts de Sant Ferran.
Entorn 1831 fou pensionat per prosseguir els seus estudis a l'Acadèmia de Sant Lluc de Roma per Gaspar Remisa, que segons el testimoni de Sinibald de Mas, el considerava condeixeble i amic seu, a més de tenir una brillant disposició per a l'escultura. Conreà tant l'escultura com la pintura, especialitzant-se en la d'història. Tot i tenir la residència a Roma, va presentar les seves obres pictòriques a diverses edicions de les exposicions de l'Acadèmia de Sant Ferran i, després, de l'Exposició Nacional de Belles Arts de manera assídua: el 1848 diversos estudis i esbossos costumistes d'Itàlia; el 1850 una còpia de la Verge de la cadernera, de Raffaello Sanzio, l'original de la qual es troba a la Galleria degli Uffizi; el 1856 La caritat romana, reconeguda amb una menció honorífica i adquirida per l'estat destinada al Museu Nacional de Pintura i Escultura; i el 1858 fou un retrat l'obra presentada.
A la mort de Campeny el 1855, es presentà a l'oposició a la plaça vacant de professor de modelatge a l'Escola de la Llotja, competint amb Venanci Vallmtijana i Andreu Aleu, amb una estàtua de mida natural representant d'Abel mort, d'acord amb el tema proposat. El concurs fou polèmic a causa de la parcialitat del jurat envers Palmerola, al qual se li va donar temps per poder arribar des de Roma. Malgrat que l'opinió general, expressada per artistes com Benet Mercadé, Francesc Sans i Raimundo de Madrazo, era que l'escultura de Vallmitjana era la millor, el tribunal va donar el primer lloc a Palmerola, per bé que la plaça finalment acabà sent atorgada a Andreu Aleu.
Morí a l'Hospici de l'església de Santa Maria de Montserrat de Roma, el 20 de març de 1863, als 55 anys, solter i sense arribar a fer testament. La mort es comunicà a la Gaceta de Madrid, informant dels béns que havia deixat el difunt a la seva habitació i donant avís a aquells que poguessin tenir dret a l'herència, que constaven sols d'una petita quantitat de diners, alguns deutes, mobles, llibres, estampes i quadres, segons la Gaceta, de mèrit escàs.